# Contea di Surf Coast
La contea di Surf Coast è una local government area che si trova nello Stato di Victoria. Si estende su una superficie di 1.560 chilometri quadrati e ha una popolazione di 25.870 abitanti. La sede del consiglio si trova a Torquay.